# 1930 w muzyce
Wydarzenia muzyczne w 1930 roku.

## Wydarzenia
- Bing Crosby opuszcza zespół The Rhythm Boys i rozpoczyna karierę jako solowy wykonawca

## Urodzili się
- 1 stycznia
  - Żanna Kołodub, radziecka i ukraińska kompozytorka, pianistka i pedagog muzyczny
  - Ack van Rooyen, holenderski trębacz jazzowy (zm. 2021)
- 2 stycznia – Julius La Rosa, amerykański piosenkarz (zm. 2016)
- 3 stycznia
  - Benon Hardy, polski organista i kompozytor (zm. 2022)
  - Włodzimierz Obidowicz, polski pianista, profesor (zm. 2016)
- 5 stycznia – Frederick C. Tillis, amerykański kompozytor, saksofonista jazzowy, poeta, pedagog muzyczny (zm. 2020)
- 7 stycznia
  - Jan Chwałek, polski duchowny katolicki, muzykolog, organmistrz, doktor habilitowany, profesor nadzwyczajny Katolickiego Uniwersytetu Lubelskiego Jana Pawła II (zm. 2018)
  - Jack Greene, amerykański piosenkarz country (zm. 2013)
- 12 stycznia
  - Włodzimierz Kamiński, polski muzykolog i instrumentolog (zm. 1993)
  - Glenn Yarbrough, amerykański piosenkarz folkowy (zm. 2016)
- 13 stycznia – Zdzisław Szostak, polski kompozytor i dyrygent (zm. 2019)
- 14 stycznia
  - Joy McKean, australijska piosenkarka country (zm. 2023)
  - Kenny Wheeler, kanadyjski trębacz jazzowy (zm. 2014)
- 17 stycznia – Dick Contino, amerykański akordeonista i piosenkarz (zm. 2017)
- 20 stycznia – Józef Ścibor, polski muzykolog i duchowny katolicki, znawca muzyki średniowiecznej, profesor KUL (zm. 2017)
- 23 stycznia – Teresa Żylis-Gara, polska śpiewaczka (sopran liryczny), pedagog (zm. 2021)
- 27 stycznia
  - Bobby Blue Bland, amerykański piosenkarz bluesowy (zm. 2013)
  - Usko Meriläinen, fiński kompozytor i dyrygent (zm. 2004)
- 28 stycznia
  - Jasraj, indyjski wokalista muzyki hindustańskiej (zm. 2020)
  - Luis de Pablo, hiszpański kompozytor (zm. 2021)
- 29 stycznia – Norio Ōga, japoński śpiewak operowy, przedsiębiorca, dyrektor generalny Sony Corporation (zm. 2011)
- 30 stycznia – Buddy Montgomery, amerykański wibrafonista i pianista jazzowy (zm. 2009)
- 5 lutego
  - Kalina Jędrusik, polska aktorka i piosenkarka[1] (zm. 1991)
  - Ulf Söderblom, fiński dyrygent (zm. 2016)
- 7 lutego – Ikutaro Kakehashi, japoński inżynier, założyciel przedsiębiorstwa Roland Corporation (zm. 2017)
- 8 lutego – Barbara Hesse-Bukowska, polska pianistka, pedagog (zm. 2013)
- 9 lutego – Zbigniew Droszcz, polski dyrygent (zm. 1997)
- 12 lutego – Gerhard Rühm, austriacki pisarz, kompozytor, rysownik
- 14 lutego
  - Dwike Mitchell, amerykański pianista (zm. 2013)
  - Kazimierz Pustelak, polski śpiewak operowy (tenor) (zm. 2021)
- 20 lutego – Nikołaj Briatko, rosyjski śpiewak operowy (bas) (zm. 2020)
- 22 lutego
  - Marni Nixon, amerykańska sopranistka (zm. 2016)
  - Malcolm Troup, kanadyjski pianista i pedagog (zm. 2021)
- 26 lutego
  - Ruth-Margret Pütz, niemiecka śpiewaczka operowa (sopran koloraturowy), pedagog muzyczny (zm. 2019)
  - Doug Sandom, angielski muzyk rockowy, pierwszy perkusista The Who (zm. 2019)
- 1 marca
  - Pierre Max Dubois, francuski kompozytor, pianista i dyrygent (zm. 1995)
  - Donald Hazelwood, australijski skrzypek, koncertmistrz (zm. 2025)
- 2 marca – Roman Kraszewski, polski pianista, kompozytor, krytyk muzyczny, pedagog
- 6 marca – Lorin Maazel, amerykański dyrygent, skrzypek i kompozytor (zm. 2014)
- 9 marca
  - Vic Ash, brytyjski saksofonista i klarnecista jazzowy (zm. 2014)
  - Ornette Coleman, amerykański saksofonista jazzowy (zm. 2015)
  - Derek Garside, angielski kornecista (zm. 2024)
  - Thomas Schippers, amerykański dyrygent (zm. 1977)
- 10 marca – Ronny, niemiecki piosenkarz, kompozytor i producent muzyczny (zm. 2011)
- 13 marca
  - Rosalind Elias, amerykańska śpiewaczka operowa (mezzosopran) (zm. 2020)
  - Blue Mitchell, amerykański trębacz jazzowy (zm. 1979)
  - Ryszard Tarasewicz, polski śpiewak operowy i operetkowy (tenor) (zm. 2003)
- 14 marca
  - Ludwig Finscher, niemiecki muzykolog (zm. 2020)
  - Jan Kulaszewicz, polski dyrygent, chórmistrz (zm. 2019)
  - Dieter Schnebel, niemiecki kompozytor muzyki klasycznej (zm. 2018)
- 16 marca
  - Tommy Flanagan, amerykański pianista jazzowy, kompozytor; muzyk znany z akompaniowania Elli Fitzgerald (zm. 2001)
  - Józef Słodczyk, polski kapelmistrz (zm. 2019)
- 17 marca
  - Paul Horn, amerykański flecista jazzowy (zm. 2014)
  - Józef Klimanek, polski dyrygent (zm. 2002)
  - Allan Williams, angielski biznesmen, pierwszy menadżer The Beatles (zm. 2016)
- 18 marca
  - Pat Halcox, angielski trębacz jazzowy (zm. 2013)
  - Maurice Peress, amerykański dyrygent (zm. 2017)
- 20 marca – Rusty Warren, amerykańska komik i piosenkarka (zm. 2021)
- 22 marca
  - Lesław Lic, polski klarnecista i pianista, członek zespołu Melomani (zm. 2021)
  - Stephen Sondheim, amerykański scenarzysta musicali teatralnych, kompozytor i autor tekstów piosenek (zm. 2021)
  - Eythor Thorlaksson, islandzki kompozytor i gitarzysta (zm. 2018)
- 24 marca – Cristóbal Halffter, hiszpański kompozytor muzyki poważnej (zm. 2021)
- 25 marca
  - David Burge, amerykański pianista, kompozytor (zm. 2013)
  - Russell Sherman, amerykański pianista klasyczny i edukator muzyczny (zm. 2023)
- 28 marca – Robert Ashley, amerykański kompozytor, aktor, reżyser i producent filmowy (zm. 2014)
- 30 marca
  - Rolf Harris, australijski artysta estradowy, muzyk, piosenkarz, kompozytor, komik, aktor, malarz, osobowość telewizyjna (zm. 2023)
  - Tadeusz Kopacki, polski śpiewak operowy (tenor), wieloletni solista Teatru Wielkiego w Łodzi
- 4 kwietnia – Toni Stricker, austriacki skrzypek i kompozytor (zm. 2022)
- 5 kwietnia – Mary Costa, amerykańska śpiewaczka operowa (sopran) i aktorka
- 10 kwietnia – Claude Bolling, francuski kompozytor i pianista jazzowy (zm. 2020)
- 11 kwietnia – Kazuo Fukushima, japoński kompozytor
- 12 kwietnia – John Woolf, brytyjski skrzypek, promotor koncertów (zm. 2022)
- 15 kwietnia – Richard Davis, amerykański kontrabasista jazzowy (zm. 2023)
- 16 kwietnia – Herbie Mann, amerykański flecista jazzowy oraz saksofonista, klarnecista basowy, kompozytor i producent (zm. 2003)
- 17 kwietnia
  - Chris Barber, angielski muzyk jazzowy, puzonista, saksofonista, basista i kierownik zespołu (zm. 2021)
  - Al Schmitt, amerykański inżynier dźwięku i producent nagrań (zm. 2021)
- 18 kwietnia – Jean Guillou, francuski kompozytor, organista, pianista i pedagog (zm. 2019)
- 28 kwietnia – Wanda Warska, polska wokalistka jazzowa, wykonawczyni poezji śpiewanej, kompozytorka (zm. 2019)
- 29 kwietnia
  - Claus Ogerman, niemiecki kompozytor (zm. 2016)
  - Joe Porcaro, amerykański perkusista i perkusjonista jazzowy, pedagog (zm. 2020)
- 1 maja – Lew Kołodub, ukraiński kompozytor (zm. 2019)
- 3 maja – Jan Zagozda, polski dziennikarz radiowy i popularyzator muzyki (zm. 2018)
- 4 maja – Roberta Peters, amerykańska śpiewaczka operowa (sopran) (zm. 2017)
- 6 maja – Stanisław Gałoński, polski dyrygent i muzykolog
- 7 maja – Warner Williams, amerykański gitarzysta bluesowy (zm. 2021)
- 8 maja – Heather Harper, północnoirlandzka śpiewaczka operowa (sopran) (zm. 2019)
- 11 maja
  - Xiomara Alfaro, kubańska piosenkarka i śpiewaczka (sopran) (zm. 2018)
  - Gordon Langford, brytyjski kompozytor muzyki klasycznej (zm. 2017)
- 14 maja – Władysław Słowiński, polski kompozytor, dyrygent i animator życia muzycznego (zm. 2024)
- 16 maja – Friedrich Gulda, austriacki pianista i kompozytor (zm. 2000)
- 18 maja – Mike Zwerin, amerykański puzonista jazzowy (zm. 2010)
- 22 maja – Kenny Ball, angielski trębacz jazzowy (zm. 2013)
- 24 maja – Hans-Martin Linde, szwajcarski flecista pochodzenia niemieckiego
- 27 maja – Eino Tamberg, estoński kompozytor i pedagog (zm. 2010)
- 2 czerwca – Vic Firth, amerykański producent pałek perkusyjnych (zm. 2015)
- 3 czerwca – Dakota Staton, amerykańska wokalistka jazzowa (zm. 2007)
- 4 czerwca
  - Morgana King, amerykańska piosenkarka jazzowa i aktorka (zm. 2018)
  - Paz Undurraga, chilijska piosenkarka (zm. 2019)
- 5 czerwca – Jukka Haavisto, fiński wibrafonista i akordeonista, autor tekstów (zm. 2023)
- 11 czerwca – Roy Fisher, brytyjski poeta i pianista jazzowy (zm. 2017)
- 12 czerwca
  - Alojzy Andrzej Łuczak, polski popularyzator muzyki, dyrektor Filharmonii Poznańskiej im. Tadeusza Szeligowskiego (zm. 2011)
  - Jim Nabors, amerykański aktor i piosenkarz (zm. 2017)
- 17 czerwca
  - Cliff Gallup, amerykański gitarzysta (zm. 1988)
  - Romuald Twardowski, polski kompozytor i pedagog (zm. 2024)
- 22 czerwca
  - Leoncjusz Ciuciura, polski kompozytor muzyki współczesnej (zm. 2017)
  - Roy Drusky, amerykański piosenkarz, kompozytor, producent, aktor i DJ (zm. 2004)
- 23 czerwca – Elza Soares, brazylijska piosenkarka (zm. 2022)
- 26 czerwca – Peter Feuchtwanger, niemiecki pianista, kompozytor i pedagog muzyczny (zm. 2016)
- 30 czerwca – Tata Güines, kubański muzyk grający na kongach (zm. 2008)
- 2 lipca
  - Ahmad Jamal, amerykański pianista jazzowy (zm. 2023)
  - Jadwiga Mackiewicz, polska muzykolog
- 3 lipca
  - Pete Fountain, amerykański klarnecista jazzowy (zm. 2016)
  - Carlos Kleiber, argentyński dyrygent pochodzenia austriackiego; syn Ericha Kleibera (zm. 2004)
- 6 lipca – Donald McKayle, amerykański tancerz i choreograf (zm. 2018)
- 8 lipca – Jerry Vale, amerykański piosenkarz włoskiego pochodzenia (zm. 2014)
- 9 lipca – Buddy Bregman, amerykański aranżer, producent i kompozytor (zm. 2017)
- 10 lipca
  - Kozma Lara, albański kompozytor (zm. 2019)
  - Josephine Veasey, brytyjska śpiewaczka operowa (mezzosopran) (zm. 2022)
- 11 lipca – Mojmir Sepe, słoweński kompozytor i dyrygent (zm. 2020)
- 13 lipca – Na’omi Szemer, izraelska kompozytorka, autorka tekstów i piosenkarka (zm. 2004)
- 16 lipca – Guy Béart, francuski piosenkarz i autor piosenek (zm. 2015)
- 18 lipca – Stefan Kamasa, polski altowiolista
- 20 lipca – Sally Ann Howes, angielska aktorka i piosenkarka (zm. 2021)
- 21 lipca – Helen Merrill, amerykańska wokalistka jazzowa
- 25 lipca
  - Maureen Forrester, kanadyjska śpiewaczka operowa (alt) (zm. 2010)
  - Annie Ross, brytyjsko-amerykańska piosenkarka jazzowa i aktorka (zm. 2020)
- 27 lipca
  - Einar Iversen, norweski pianista i kompozytor jazzowy (zm. 2019)
  - Andy White, szkocki perkusista, najlepiej znany z gry na pierwszym singlu The Beatles – „Love Me Do” (zm. 2015)
- 28 lipca
  - Firoza Begum, banglijska piosenkarka (zm. 2014)
  - Doudou N’Diaye Rose, senegalski perkusista i kompozytor (zm. 2015)
- 31 lipca – Pedro Lavirgen, hiszpański śpiewak operowy (tenor) (zm. 2023)
- 1 sierpnia – Walter Jagiełło, amerykański muzyk stylu folk i muzyki etnicznej pochodzenia polskiego, obwołany królem polki (zm. 2006)
- 3 sierpnia – Mack McCormick, amerykański muzykolog i folklorysta (zm. 2015)
- 4 sierpnia – Götz Friedrich, niemiecki reżyser operowy (zm. 2000)
- 6 sierpnia – Abbey Lincoln, amerykańska pieśniarka jazzowa, kompozytorka oraz aktorka (zm. 2010)
- 7 sierpnia – Veljo Tormis, estoński kompozytor (zm. 2017)
- 9 sierpnia – Roman Berger, polski pianista, kompozytor, filozof muzyki i muzykolog (zm. 2020)
- 10 sierpnia – Jorma Panula, fiński dyrygent, kompozytor i pedagog
- 12 sierpnia – Stan Greig, szkocki muzyk jazzowy; pianista, perkusista i bandleader (zm. 2012)
- 13 sierpnia – Don Ho, amerykański muzyk, piosenkarz i artysta estradowy (zm. 2007)
- 15 sierpnia – Jarosław Polański, polski dyrygent, muzykolog, pedagog (zm. 1994)
- 19 sierpnia – Józef Świder, polski kompozytor muzyki poważnej (zm. 2014)
- 24 sierpnia
  - Wiktor Babuszkin, radziecki i rosyjski kompozytor, twórca muzyki filmowej (zm. 1998)
  - Tony Davis, brytyjski piosenkarz folkowy (zm. 2017)
- 27 sierpnia – Andrzej Wojciechowski, polski trębacz jazzowy, członek zespołu Melomani (zm. 2018)
- 28 sierpnia – Neville Dilkes, angielski dyrygent i organista (zm. 2025)
- 29 sierpnia – Roger Sprung, amerykański bandżysta (zm. 2023)
- 30 sierpnia – Maffy Falay, turecki trębacz jazzowy (zm. 2022)
- 2 września
  - Zdzisław Klimek, polski śpiewak operowy (baryton) (zm. 2023)
  - Andriej Pietrow, rosyjski kompozytor, autor oper, baletów, utworów symfonicznych, koncertów instrumentalnych, muzyki pop, piosenek i muzyki do wielu spektakli teatralnych i filmów (zm. 2006)
- 4 września
  - Jerry Ragovoy, amerykański kompozytor i producent muzyczny (zm. 2011)
  - Marek Sewen, polski kompozytor, dyrygent
- 6 września – Daniele Barioni, włoski śpiewak operowy (tenor) (zm. 2022)
- 7 września
  - Peter Lagger, szwajcarski śpiewak operowy (bas) (zm. 1979)
  - Sonny Rollins, amerykański saksofonista jazzowy
- 12 września – Caravelli, francuski kompozytor i dyrygent (zm. 2019)
- 13 września – Jan Adamczyk, polski śpiewak operetkowy, kompozytor (zm. 2022)
- 17 września – Theo Loevendie, holenderski kompozytor, klarnecista i saksofonista
- 19 września – Muhal Richard Abrams, amerykański pianista jazzowy (zm. 2017)
- 20 września – Eddie Bo, amerykański piosenkarz i pianista (zm. 2009)
- 22 września – Joni James, amerykańska piosenkarka (zm. 2022)
- 23 września
  - Ray Charles, amerykański piosenkarz, pianista i kompozytor (zm. 2004)
  - Irene Reid, amerykańska piosenkarka jazzowa (zm. 2008)
- 26 września
  - Alice Harnoncourt, austriacka skrzypaczka (ur. 2022)
  - Fritz Wunderlich, niemiecki śpiewak operowy (tenor liryczny) (zm. 1966)
- 29 września
  - Richard Bonynge, australijski dyrygent i pianista
  - Billy Strange, amerykański kompozytor, autor piosenek, producent muzyczny, gitarzysta i aktor (zm. 2012)
- 30 września – John Moriarty, amerykański dyrygent i reżyser operowy (zm. 2022)
- 2 października – Don Percival, brytyjski piosenkarz, producent muzyczny (zm. 2013)
- 4/9 października[2] – Wiesław Gołas, polski aktor teatralny, filmowy i kabaretowy; odtwórca piosenki aktorskiej (zm. 2021)
- 4 października – József Soproni, węgierski kompozytor (zm. 2021)
- 5 października
  - Raymond Guiot, francuski flecista, pianista i kompozytor (zm. 2025)
  - Roderyk Lange, polski tancerz, antropolog tańca, wykładowca Akademii Muzycznej im. Fryderyka Chopina (zm. 2017)
  - Seán Potts, irlandzki muzyk folkowy, współzałożyciel grupy The Chieftains (zm. 2014)
  - Arlene Saunders, amerykańska śpiewaczka operowa (sopran spinto) (zm. 2020)
- 7 października – Adam Brzozowski, polski kompozytor, aranżer, klarnecista, pedagog, dyrygent
- 8 października
  - Pepper Adams, amerykański saksofonista jazzowy (zm. 1986)
  - Tōru Takemitsu, japoński kompozytor (zm. 1996)
- 10 października – Margreta Elkins, australijska śpiewaczka operowa (mezzosopran) (zm. 2009)
- 12 października – Czesław Gawlik, polski pianista i aranżer jazzowy (zm. 2017)
- 18 października
  - Jack Lesmana, indonezyjski muzyk jazzowy (zm. 1988)
  - Barry McDaniel, amerykański śpiewak operowy (baryton) (zm. 2018)
- 22 października – José Guardiola, hiszpański piosenkarz (zm. 2012)
- 24 października – Jiles Perry Richardson, amerykański muzyk i kompozytor rockowy, jeden z pionierów rock and rolla (zm. 1959)
- 28 października – Franco Migliacci, włoski autor tekstów piosenek, aktor, producent muzyczny (zm. 2023)
- 30 października – Clifford Brown, amerykański trębacz jazzowy (zm. 1956)
- 3 listopada – Mable John, amerykańska piosenkarka R&B (zm. 2022)
- 4 listopada – Armida Siguion-Reyna, filipińska aktorka i piosenkarka (zm. 2019)
- 9 listopada – Ivan Moravec, czeski pianista i pedagog muzyczny (zm. 2015)
- 11 listopada
  - Hank Garland, amerykański gitarzysta i autor tekstów (zm. 2004)
  - Vernon Handley, brytyjski dyrygent (zm. 2008)
- 12 listopada – Bob Crewe, amerykański autor tekstów piosenek, tancerz, piosenkarz, menadżer, producent muzyczny i artysta plastyk (zm. 2014)
- 13 listopada – Danuta Idaszak, polska muzykolog, wieloletnia kierownik Biblioteki Instytutu Muzykologii Uniwersytetu Warszawskiego (zm. 2011)
- 14 listopada – Peter Katin, brytyjski pianista (zm. 2015)
- 17 listopada
  - David Amram, amerykański kompozytor i multiinstrumentalista
  - John Dobson, brytyjski śpiewak operowy (tenor) (zm. 2023)
- 18 listopada
  - Jerzy Artysz, polski śpiewak operowy (baryton), pedagog muzyczny (zm. 2024)
  - Kazimierz Kord, polski dyrygent (zm. 2021)
- 19 listopada – Anne Heaton, bryryjska tancerka baletowa, pedagog (zm. 2020)
- 20 listopada – Curly Putman, amerykański piosenkarz country, autor tekstów (zm. 2016)
- 22 listopada – Peter Hurford, brytyjski organista i kompozytor (zm. 2019)
- 28 listopada – Günther Theuring, austriacki dyrygent, chórmistrz, pedagog, profesor Konserwatorium Wiedeńskiego (zm. 2016)
- 1 grudnia – Matt Monro, właśc. Terence Edward Parsons, angielski piosenkarz balladzista (zm. 1985)
- 4 grudnia
  - Paul-Heinz Dittrich, niemiecki kompozytor (zm. 2020)
  - Jim Hall, amerykański gitarzysta jazzowy (zm. 2013)
  - Roman Ledeniow, rosyjski kompozytor (zm. 2019)
- 14 grudnia – Rosanna Carteri, włoska śpiewaczka operowa (sopran) (zm. 2020)
- 15 grudnia – Rodessa Barrett Porter, amerykańska piosenkarka gospel (zm. 2024)
- 16 grudnia – Sam Most, amerykański flecista i saksofonista jazzowy (zm. 2013)
- 20 grudnia – Valentina Kameníková, czeska pianistka i pedagog pochodzenia ukraińsko-żydowskiego (zm. 1989)
- 22 grudnia – Witold Antkowiak, polski piosenkarz, członek Duetu Egzotycznego (zm. 2022)
- 26 grudnia – Jean Ferrat, francuski  piosenkarz, autor tekstów i poeta (zm. 2010)
- 27 grudnia – Lamara Czkonia, gruzińska śpiewaczka operowa (sopran) (zm. 2024)
- 28 grudnia – Franzl Lang, alpejski jodler z Bawarii w Niemczech (zm. 2015)
- 30 grudnia
  - Alvin Patterson, jamajski perkusjonista reggae, członek zespołu The Wailers (zm. 2021)
  - Nancy Van de Vate, austriacka kompozytorka, altowiolistka i pianistka (zm. 2023)
- 31 grudnia – Odetta, afroamerykańska piosenkarka folkowa, także gitarzystka, keyboardzistka i autorka tekstów piosenek (zm. 2008)

## Zmarli
- 2 stycznia – Therese Malten, niemiecka śpiewaczka operowa (sopran) (ur. 1855)
- 24 stycznia – Mario Sammarco, włoski śpiewak operowy (baryton) (ur. 1868)
- 27 stycznia – Jean Huré, francuski kompozytor, pianista i organista (ur. 1877)
- 28 stycznia – Ema Destinnová, czeska śpiewaczka operowa (sopran liryczno-dramatyczny) (ur. 1878)
- 13 lutego – Conrad Ansorge, niemiecki pianista, kompozytor i pedagog (ur. 1862)
- 23 lutego – Mario Ancona, włoski śpiewak operowy (baryton) (ur. 1860)
- 4 marca – Józef Śliwiński, polski pianista i dyrygent (ur. 1865)
- 1 kwietnia – Cosima Wagner, żona Richarda Wagnera, córka Ferenca Liszta (ur. 1837)
- 3 kwietnia – Emma Albani, kanadyjska śpiewaczka operowa (sopran) (ur. 1847)
- 17 czerwca – Arnold Schattschneider, niemiecki muzyk, pedagog, założyciel i pierwszy dyrektor Bydgoskiego Konserwatorium Muzycznego (ur. 1869)
- 15 lipca – Leopold Auer, węgierski skrzypek i pedagog, kompozytor oraz dyrygent pochodzenia żydowskiego (ur. 1845)
- 28 lipca – Feliks Konopasek, polski kompozytor, dyrygent i pedagog muzyczny (ur. 1860)
- 4 sierpnia – Siegfried Wagner, niemiecki kompozytor i dyrygent (ur. 1869)
- 29 września – Adelajda Bolska, polska śpiewaczka operowa (sopran) i pedagog (ur. 1863)
- 1 października – Riccardo Drigo, włoski kompozytor muzyki baletowej i operowej, dyrygent orkiestr teatralnych i pianista (ur. 1846)
- 3 października – Friedrich Ludwig, niemiecki muzykolog (ur. 1872)
- 5 listopada – Icchak Szlosberg, żydowski dyrygent, aranżer i kompozytor (ur. 1877)
- 14 listopada – Edmund Meisel, niemiecki kompozytor i dyrygent (ur. 1894)
- 17 grudnia – Peter Warlock, brytyjski kompozytor i krytyk muzyczny (ur. 1894)
- 20 grudnia – Hermann Dostal, austriacki kompozytor i aranżer (ur. 1874)
- 24 grudnia – Oskar Nedbal, czeski altowiolista, kompozytor i dyrygent muzyki klasycznej (ur. 1874)

## Film muzyczny
- 20 kwietnia – odbyła się premiera filmu Król jazzu.
- 29 grudnia – odbyła się premiera filmu Reaching for the Moon w reżyserii Edmunda Gouldinga.